# Distrito electoral de Junín
Junín es uno de los 27 distritos electorales representados en el Congreso de la República del Perú. La circunscripción elige actualmente a 5 congresistas. Sus límites corresponden a los del departamento de Junín. El sistema electoral utiliza el método D'Hondt y una representación proporcional con doble voto preferencial opcional.

## Representantes
| 1 | 2 | 7 |

| 4 | 4 | 1 | 1 |

| 1 | 5 | 4 |

| 1 | 1 | 2 | 1 |

| 2 | 1 | 1 | 1 |

| 2 | 1 | 2 |

| 1 | 1 | 3 |

| 1 | 1 | 1 | 1 | 1 |

| 2 | 1 | 1 | 1 |

## Elecciones

### Elecciones parlamentarias de 2021
| Partidos y coaliciones                                                                               | Partidos y coaliciones                    | Voto popular | Voto popular | Voto popular | Escaños | Escaños |
| Partidos y coaliciones                                                                               | Partidos y coaliciones                    | Votos        | %            | ±pp          | Total   | +/−     |
| --- | ----------------------------------------- | ------------ | ------------ | ------------ | ------- | ------- |
| | Perú Libre (PL)                           | 99,112       | 18.54        | +7.19        | 2       | +2      |
| | Acción Popular (AP)                       | 70,855       | 13.26        | +4.31        | 1       | ±0      |
| | Fuerza Popular (FP)                       | 69,147       | 12.94        | +7.24        | 1       | ±0      |
| | Frente Popular Agrícola del Perú (Frepap) | 42,551       | 7.96         | –2.59        | 0       | –1      |
| | Juntos por el Perú (JP)                   | 37,386       | 7.00         | +0.65        | 1       | +1      |
| | Renovación Popular (RP)1                  | 35,114       | 6.57         | +5.11        | 0       | ±0      |
| | Avanza País (AvP)                         | 33,012       | 6.18         | +1.19        | 0       | ±0      |
| | Alianza para el Progreso (APP)            | 21,667       | 4.05         | –6.26        | 0       | –1      |
| | Victoria Nacional (VN)                    | 21,253       | 3.98         | Nuevo        | 0       | ±0      |
| | Podemos Perú (PP)                         | 19,789       | 3.70         | +0.69        | 0       | ±0      |
| | Somos Perú (SP)                           | 18,339       | 3.43         | –0.58        | 0       | ±0      |
| | Partido Morado (PM)                       | 16,940       | 3.17         | –2.06        | 0       | ±0      |
| | Unión por el Perú (UPP)                   | 15,051       | 2.82         | –6.90        | 0       | –1      |
| | Partido Nacionalista Peruano (PNP)        | 10,985       | 2.06         | n/a          | 0       | ±0      |
| | Renacimiento Unido Nacional (RUNA)        | 9,697        | 1.81         | –0.50        | 0       | ±0      |
| | Partido Popular Cristiano (PPC)           | 5,027        | 0.94         | –0.89        | 0       | ±0      |
| | Frente Amplio (FA)                        | 4,949        | 0.93         | –2.65        | 0       | ±0      |
| | Democracia Directa (DD)                   | 3,627        | 0.68         | –2.52        | 0       | ±0      |
| |                                           |              |              |              |         |         |
| Total                                                                                                | Total                                     | 534,501      |              |              | 5       | ±0      |
| |                                           |              |              |              |         |         |
| Votos válidos                                                                                        | Votos válidos                             | 534,501      | 75.63        | –5.19        |         |         |
| Votos en blanco                                                                                      | Votos en blanco                           | 75,631       | 10.70        | +8.67        |         |         |
| Votos nulos                                                                                          | Votos nulos                               | 96,570       | 13.67        | –3.48        |         |         |
| Votos emitidos                                                                                       | Votos emitidos                            | 706,702      | 71.93        | –2.02        |         |         |
| Abstenciones                                                                                         | Abstenciones                              | 275,854      | 28.07        | +2.02        |         |         |
| Votantes registrados                                                                                 | Votantes registrados                      | 982,556      |              |              |         |         |
| |                                           |              |              |              |         |         |
| Fuente:                                                                                              |                                           |              |              |              |         |         |
| Notas al pie: 1 Comparado con los resultados de Solidaridad Nacional (SN) en las elecciones de 2020. |                                           |              |              |              |         |         |
| Notas al pie:                                                                                        |                                           |              |              |              |         |         |
| 1 Comparado con los resultados de Solidaridad Nacional (SN) en las elecciones de 2020.               |                                           |              |              |              |         |         |

### Elecciones parlamentarias de 2020
| Partidos y coaliciones | Partidos y coaliciones                    | Voto popular | Voto popular | Voto popular | Escaños | Escaños |
| Partidos y coaliciones | Partidos y coaliciones                    | Votos        | %            | ±pp          | Total   | +/−     |
| --- | ----------------------------------------- | ------------ | ------------ | ------------ | ------- | ------- |
| | Perú Libre (PL)                           | 65,063       | 11.35        | Nuevo        | 0       | ±0      |
| | Frente Popular Agrícola del Perú (Frepap) | 60,489       | 10.55        | Nuevo        | 1       | +1      |
| | Alianza para el Progreso1 (APP)           | 59,101       | 10.31        | n/a          | 1       | +1      |
| | Unión por el Perú2 (UPP)                  | 55,712       | 9.72         | n/a          | 1       | +1      |
| | Acción Popular (AP)                       | 51,294       | 8.95         | +1.00        | 1       | +1      |
| | Juntos por el Perú (JP)                   | 36,387       | 6.35         | Nuevo        | 0       | ±0      |
| | Fuerza Popular (FP)                       | 32,697       | 5.70         | –31.89       | 1       | –2      |
| | Partido Morado (PM)                       | 29,972       | 5.23         | Nuevo        | 0       | ±0      |
| | Avanza País (AvP)                         | 28,616       | 4.99         | Nuevo        | 0       | ±0      |
| | Somos Perú1 (SP)                          | 22,980       | 4.01         | n/a          | 0       | ±0      |
| | Vamos Perú3 (VP)                          | 21,840       | 3.81         | n/a          | 0       | ±0      |
| | Frente Amplio (FA)                        | 20,537       | 3.58         | –12.26       | 0       | –1      |
| | Democracia Directa (DD)                   | 18,375       | 3.21         | +0.31        | 0       | ±0      |
| | Podemos Perú (PP)                         | 17,231       | 3.01         | Nuevo        | 0       | ±0      |
| | Renacimiento Unido Nacional (RUNA)        | 13,237       | 2.31         | Nuevo        | 0       | ±0      |
| | Partido Popular Cristiano3 (PPC)          | 10,502       | 1.83         | n/a          | 0       | ±0      |
| | Perú Patria Segura (PPS)                  | 8,578        | 1.50         | Nuevo        | 0       | ±0      |
| | Solidaridad Nacional2 (SN)                | 8,391        | 1.46         | n/a          | 0       | ±0      |
| | Perú Nación (PN)                          | 7,514        | 1.31         | Nuevo        | 0       | ±0      |
| | Contigo4 (C)                              | 4,868        | 0.85         | –13.19       | 0       | –1      |
| |                                           |              |              |              |         |         |
| Total | Total                                     | 573,384      |              |              | 5       | ±0      |
| |                                           |              |              |              |         |         |
| Votos válidos | Votos válidos                             | 573,384      | 80.82        | +17.78       |         |         |
| Votos en blanco | Votos en blanco                           | 14,390       | 2.03         | –11.74       |         |         |
| Votos nulos | Votos nulos                               | 121,641      | 17.15        | –6.04        |         |         |
| Votos emitidos | Votos emitidos                            | 709,415      | 73.95        | –6.84        |         |         |
| Abstenciones | Abstenciones                              | 249,936      | 26.05        | +6.84        |         |         |
| Votantes registrados | Votantes registrados                      | 959,351      |              |              |         |         |
| |                                           |              |              |              |         |         |
| Fuente: |                                           |              |              |              |         |         |
| Notas al pie: 1 Dentro de la coalición Alianza para el Progreso del Perú en las elecciones de 2016. 2 Dentro de la coalición Alianza Solidaridad Nacional en las elecciones de 2016 (retiraron su candidatura). 3 Dentro de la coalición Alianza Popular en las elecciones de 2016. 4 Comparado con los resultados de su partido antecesor Peruanos por el Kambio en las elecciones de 2016. |                                           |              |              |              |         |         |
| Notas al pie: |                                           |              |              |              |         |         |
| 1 Dentro de la coalición Alianza para el Progreso del Perú en las elecciones de 2016. 2 Dentro de la coalición Alianza Solidaridad Nacional en las elecciones de 2016 (retiraron su candidatura). 3 Dentro de la coalición Alianza Popular en las elecciones de 2016. 4 Comparado con los resultados de su partido antecesor Peruanos por el Kambio en las elecciones de 2016.               |                                           |              |              |              |         |         |

### Elecciones parlamentarias de 2016
| Partidos y coaliciones | Partidos y coaliciones                         | Voto popular | Voto popular | Voto popular | Escaños | Escaños |
| Partidos y coaliciones | Partidos y coaliciones                         | Votos        | %            | ±pp          | Total   | +/−     |
| --- | ---------------------------------------------- | ------------ | ------------ | ------------ | ------- | ------- |
| | Fuerza Popular1 (FP)                           | 167,666      | 37.59        | +13.95       | 3       | +1      |
| | Frente Amplio (FA)                             | 70,653       | 15.84        | Nuevo        | 1       | +1      |
| | Peruanos por el Kambio (PPK)                   | 62,636       | 14.04        | Nuevo        | 1       | +1      |
| | Alianza para el Progreso del Perú2 (APP–RN–SP) | 49,502       | 11.10        | n/a          | 0       | ±0      |
| | Alianza Popular3 (APRA–PPC–VP)                 | 36,756       | 8.24         | n/a          | 0       | ±0      |
| | Acción Popular4 (AP)                           | 35,481       | 7.96         | n/a          | 0       | ±0      |
| | Democracia Directa5 (DD)                       | 12,950       | 2.90         | –0.09        | 0       | ±0      |
| | Perú Posible4 (PP)                             | 10,386       | 2.33         | n/a          | 0       | –1      |
| |                                                |              |              |              |         |         |
| Total | Total                                          | 446,030      |              |              | 5       | ±0      |
| |                                                |              |              |              |         |         |
| Votos válidos | Votos válidos                                  | 446,030      | 63.04        | –13.24       |         |         |
| Votos en blanco | Votos en blanco                                | 97,406       | 13.77        | +3.96        |         |         |
| Votos nulos | Votos nulos                                    | 164,050      | 23.19        | +9.28        |         |         |
| Votos emitidos | Votos emitidos                                 | 707,486      | 80.79        | –1.16        |         |         |
| Abstenciones | Abstenciones                                   | 168,188      | 19.21        | +1.16        |         |         |
| Votantes registrados | Votantes registrados                           | 875,674      |              |              |         |         |
| |                                                |              |              |              |         |         |
| Fuente: |                                                |              |              |              |         |         |
| Notas al pie: 1 Comparado con los resultados de su partido antecesor Fuerza 2011 en las elecciones de 2011. 2 Comparado con los resultados de Alianza para el Progreso , Restauración Nacional (ambos dentro de la coalición Alianza por el Gran Cambio ) y Somos Perú (dentro de la coalición Alianza Electoral Perú Posible ) en las elecciones de 2011. 3 Comparado con los resultados del Partido Aprista Peruano y el Partido Popular Cristiano en las elecciones de 2011. 4 Dentro de la coalición Alianza Electoral Perú Posible en las elecciones de 2011. 5 Comparado con los resultados de su partido antecesor Fonavistas del Perú en las elecciones de 2011. |                                                |              |              |              |         |         |
| Notas al pie: |                                                |              |              |              |         |         |
| 1 Comparado con los resultados de su partido antecesor Fuerza 2011 en las elecciones de 2011. 2 Comparado con los resultados de Alianza para el Progreso, Restauración Nacional (ambos dentro de la coalición Alianza por el Gran Cambio) y Somos Perú (dentro de la coalición Alianza Electoral Perú Posible) en las elecciones de 2011. 3 Comparado con los resultados del Partido Aprista Peruano y el Partido Popular Cristiano en las elecciones de 2011. 4 Dentro de la coalición Alianza Electoral Perú Posible en las elecciones de 2011. 5 Comparado con los resultados de su partido antecesor Fonavistas del Perú en las elecciones de 2011.                  |                                                |              |              |              |         |         |

### Elecciones parlamentarias de 2011
| Partidos y coaliciones | Partidos y coaliciones                       | Voto popular | Voto popular | Voto popular | Escaños | Escaños |
| Partidos y coaliciones | Partidos y coaliciones                       | Votos        | %            | ±pp          | Total   | +/−     |
| --- | -------------------------------------------- | ------------ | ------------ | ------------ | ------- | ------- |
| | Gana Perú1 (PNP–PS–PCP–PSR)                  | 147,617      | 30.03        | +29.34       | 2       | +2      |
| | Fuerza 20112 (F2011)                         | 116,195      | 23.64        | +8.54        | 2       | +1      |
| | Perú Posible3 (PP–AP–SP)                     | 64,195       | 13.06        | +4.67        | 1       | +1      |
| | Alianza por el Gran Cambio4 (APP–PPC–PHP–RN) | 50,214       | 10.22        | n/a          | 0       | –1      |
| | Partido Aprista Peruano (APRA)               | 45,741       | 9.31         | –8.87        | 0       | –1      |
| | Solidaridad Nacional5 (SN–UPP–C90–SU–TPP)    | 35,424       | 7.21         | n/a          | 0       | –2      |
| | Fonavistas del Perú (FP)                     | 14,713       | 2.99         | Nuevo        | 0       | ±0      |
| | Fuerza Social (FS)                           | 8,783        | 1.79         | Nuevo        | 0       | ±0      |
| | Cambio Radical (CR)                          | 4,830        | 0.98         | Nuevo        | 0       | ±0      |
| | Adelante (Adelante)                          | 2,510        | 0.51         | Nuevo        | 0       | ±0      |
| | Fuerza Nacional (FN)                         | 1,316        | 0.27         | Nuevo        | 0       | ±0      |
| |                                              |              |              |              |         |         |
| Total | Total                                        | 491,538      |              |              | 5       | ±0      |
| |                                              |              |              |              |         |         |
| Votos válidos | Votos válidos                                | 491,538      | 76.28        | +4.46        |         |         |
| Votos en blanco | Votos en blanco                              | 63,192       | 9.81         | –3.74        |         |         |
| Votos nulos | Votos nulos                                  | 89,636       | 13.91        | –0.72        |         |         |
| Votos emitidos | Votos emitidos                               | 644,366      | 81.95        | –6.16        |         |         |
| Abstenciones | Abstenciones                                 | 141,938      | 18.05        | +6.16        |         |         |
| Votantes registrados | Votantes registrados                         | 786,304      |              |              |         |         |
| |                                              |              |              |              |         |         |
| Fuente: |                                              |              |              |              |         |         |
| Notas al pie: 1 Comparado con los resultados del Partido Socialista en las elecciones de 2006. 2 Comparado con los resultados de la coalición Alianza por el Futuro en las elecciones de 2006. 3 Comparado con los resultados del partido Perú Posible y la alianza Frente de Centro en las elecciones de 2006. 4 Comparado con los resultados del Partido Popular Cristiano (dentro de Unidad Nacional ) en las elecciones de 2006. 5 Comparado con los resultados del partido Unión por el Perú y Solidaridad Nacional (dentro de Unidad Nacional ) en las elecciones de 2006. |                                              |              |              |              |         |         |
| Notas al pie: |                                              |              |              |              |         |         |
| 1 Comparado con los resultados del Partido Socialista en las elecciones de 2006. 2 Comparado con los resultados de la coalición Alianza por el Futuro en las elecciones de 2006. 3 Comparado con los resultados del partido Perú Posible y la alianza Frente de Centro en las elecciones de 2006. 4 Comparado con los resultados del Partido Popular Cristiano (dentro de Unidad Nacional) en las elecciones de 2006. 5 Comparado con los resultados del partido Unión por el Perú y Solidaridad Nacional (dentro de Unidad Nacional) en las elecciones de 2006.                 |                                              |              |              |              |         |         |

### Elecciones parlamentarias de 2006
| Partidos y coaliciones | Partidos y coaliciones                            | Voto popular | Voto popular | Voto popular | Escaños | Escaños |
| Partidos y coaliciones | Partidos y coaliciones                            | Votos        | %            | ±pp          | Total   | +/−     |
| --- | ------------------------------------------------- | ------------ | ------------ | ------------ | ------- | ------- |
| | Unión por el Perú (UPP)                           | 127,464      | 28.73        | +28.22       | 2       | +2      |
| | Partido Aprista Peruano (APRA)                    | 80,640       | 18.18        | +8.51        | 1       | +1      |
| | Alianza por el Futuro1 (C90–NM–SC)                | 67,017       | 15.10        | +4.53        | 1       | +1      |
| | Unidad Nacional (PPC–SN–RN)                       | 58,877       | 13.27        | –3.96        | 1       | ±0      |
| | Frente de Centro2 (AP–SP–CNI)                     | 28,236       | 6.36         | –11.59       | 0       | –1      |
| | Justicia Nacional (JN)                            | 14,553       | 3.28         | Nuevo        | 0       | ±0      |
| | Alianza para el Progreso (APP)                    | 11,375       | 2.56         | Nuevo        | 0       | ±0      |
| | Frente Independiente Moralizador (FIM)            | 9,888        | 2.23         | –19.87       | 0       | –2      |
| | Perú Posible (PP)                                 | 9,010        | 2.03         | –17.03       | 0       | –1      |
| | Concertación Descentralista (PDS–MHP)             | 6,313        | 1.42         | Nuevo        | 0       | ±0      |
| | Movimiento Nueva Izquierda (MNI)                  | 5,716        | 1.29         | Nuevo        | 0       | ±0      |
| | Con Fuerza Perú                                   | 4,475        | 1.01         | Nuevo        | 0       | ±0      |
| | Avanza País - Partido de Integración Social (AvP) | 3,236        | 0.73         | Nuevo        | 0       | ±0      |
| | Partido Socialista (PS)                           | 3,060        | 0.69         | Nuevo        | 0       | ±0      |
| | Frente Popular Agrícola del Perú (Frepap)         | 2,760        | 0.62         | –0.33        | 0       | ±0      |
| | Fuerza Democrática (FD)                           | 2,616        | 0.59         | Nuevo        | 0       | ±0      |
| | Renacimiento Andino (RA)                          | 2,365        | 0.53         | –1.71        | 0       | ±0      |
| | Reconstrucción Democrática                        | 2,094        | 0.47         | Nuevo        | 0       | ±0      |
| | Perú Ahora                                        | 1,310        | 0.30         | Nuevo        | 0       | ±0      |
| | Progresemos Perú                                  | 989          | 0.22         | Nuevo        | 0       | ±0      |
| | Proyecto País (PrP)                               | 968          | 0.22         | –0.64        | 0       | ±0      |
| | Resurgimiento Peruano                             | 729          | 0.16         | Nuevo        | 0       | ±0      |
| |                                                   |              |              |              |         |         |
| Total | Total                                             | 443,691      |              |              | 5       | ±0      |
| |                                                   |              |              |              |         |         |
| Votos válidos | Votos válidos                                     | 443,691      | 71.82        | –6.34        |         |         |
| Votos en blanco | Votos en blanco                                   | 83,716       | 13.55        | +3.59        |         |         |
| Votos nulos | Votos nulos                                       | 90,409       | 14.63        | +2.75        |         |         |
| Votos emitidos | Votos emitidos                                    | 617,816      | 88.11        | +8.06        |         |         |
| Abstenciones | Abstenciones                                      | 83,374       | 11.89        | –8.06        |         |         |
| Votantes registrados | Votantes registrados                              | 701,190      |              |              |         |         |
| |                                                   |              |              |              |         |         |
| Fuente: |                                                   |              |              |              |         |         |
| Notas al pie: 1 Comparado con los resultados de los partidos Cambio 90 – Nueva Mayoría y Solución Popular ( Sí Cumple ) en las elecciones de 2001. 2 Comparado con los resultados de los partidos Acción Popular y Somos Perú en las elecciones de 2001. |                                                   |              |              |              |         |         |
| Notas al pie: |                                                   |              |              |              |         |         |
| 1 Comparado con los resultados de los partidos Cambio 90–Nueva Mayoría y Solución Popular (Sí Cumple) en las elecciones de 2001. 2 Comparado con los resultados de los partidos Acción Popular y Somos Perú en las elecciones de 2001.                   |                                                   |              |              |              |         |         |

### Elecciones parlamentarias de 2001
| Partidos y coaliciones | Partidos y coaliciones                    | Voto popular | Voto popular | Voto popular | Escaños | Escaños |
| Partidos y coaliciones | Partidos y coaliciones                    | Votos        | %            | ±pp          | Total   | +/−     |
| ---------------------- | ----------------------------------------- | ------------ | ------------ | ------------ | ------- | ------- |
|                        | Frente Independiente Moralizador (FIM)    | 93,073       | 22.10        | n/a          | 2       | n/a     |
|                        | Perú Posible (PP)                         | 80,271       | 19.06        | n/a          | 1       | n/a     |
|                        | Unidad Nacional (PPC–SN–RN–CR)            | 72,569       | 17.23        | n/a          | 1       | n/a     |
|                        | Acción Popular (AP)                       | 53,447       | 12.69        | n/a          | 1       | n/a     |
|                        | Partido Aprista Peruano (APRA)            | 40,701       | 9.67         | n/a          | 0       | n/a     |
|                        | Somos Perú (SP)                           | 22,138       | 5.26         | n/a          | 0       | n/a     |
|                        | Solución Popular (SoP)                    | 21,404       | 5.08         | n/a          | 0       | n/a     |
|                        | Cambio 90–Nueva Mayoría (C90–NM)          | 15,420       | 3.66         | n/a          | 0       | n/a     |
|                        | Renacimiento Andino (RA)                  | 9,425        | 2.24         | n/a          | 0       | n/a     |
|                        | Frente Popular Agrícola del Perú (Frepap) | 4,019        | 0.95         | n/a          | 0       | n/a     |
|                        | Proyecto País (PrP)                       | 3,623        | 0.86         | n/a          | 0       | n/a     |
|                        | Todos por la Victoria (TpV)               | 2,874        | 0.68         | n/a          | 0       | n/a     |
|                        | Unión por el Perú (UPP)                   | 2,157        | 0.51         | n/a          | 0       | n/a     |
|                        |                                           |              |              |              |         |         |
| Total                  | Total                                     | 421,121      |              |              | 5       | n/a     |
|                        |                                           |              |              |              |         |         |
| Votos válidos          | Votos válidos                             | 421,121      | 78.16        | n/a          |         |         |
| Votos en blanco        | Votos en blanco                           | 53,649       | 9.96         | n/a          |         |         |
| Votos nulos            | Votos nulos                               | 64,021       | 11.88        | n/a          |         |         |
| Votos emitidos         | Votos emitidos                            | 538,791      | 80.05        | n/a          |         |         |
| Abstenciones           | Abstenciones                              | 134,323      | 19.95        | n/a          |         |         |
| Votantes registrados   | Votantes registrados                      | 673,114      |              |              |         |         |
|                        |                                           |              |              |              |         |         |
| Fuente:                |                                           |              |              |              |         |         |

### Elecciones parlamentarias de 2000
Elecciones parlamentarias en distrito electoral nacional único

### Elecciones parlamentarias de 1995
Elecciones parlamentarias en distrito electoral nacional único

### Elecciones parlamentarias de 1990
| Partidos y coaliciones | Partidos y coaliciones                                     | Voto popular | Voto popular | Voto popular | Escaños | Escaños |
| Partidos y coaliciones | Partidos y coaliciones                                     | Votos        | %            | ±pp          | Total   | +/−     |
| --- | ---------------------------------------------------------- | ------------ | ------------ | ------------ | ------- | ------- |
| | Cambio 90 (C90)                                            | 71,109       | 40.94        | Nuevo        | 5       | +5      |
| | Frente Democrático1 (Movimiento Libertad–PPC–AP)           | 58,155       | 33.48        | n/a          | 4       | +2      |
| | Partido Aprista Peruano (APRA)                             | 15,715       | 9.05         | –28.80       | 1       | –3      |
| | Izquierda Unida (IU)                                       | 11,430       | 6.58         | –28.14       | 0       | –4      |
| | Izquierda Socialista (IS)                                  | 4,874        | 2.81         | Nuevo        | 0       | ±0      |
| | Frente Popular Agrícola del Perú (Frepap)                  | 4,739        | 2.73         | Nuevo        | 0       | ±0      |
| | Frente Nacional de Trabajadores y Campesinos2 (Frenatraca) | 4,406        | 2.54         | +0.32        | 0       | ±0      |
| | Unión Cívica Independiente                                 | 2,946        | 1.70         | Nuevo        | 0       | ±0      |
| | Avanzada Democrática de Integración                        | 332          | 0.19         | Nuevo        | 0       | ±0      |
| |                                                            |              |              |              |         |         |
| Total | Total                                                      | 173,706      |              |              | 10      | ±0      |
| |                                                            |              |              |              |         |         |
| Votos válidos | Votos válidos                                              | 173,706      | 100.00       | +7.91        |         |         |
| Votos en blanco | Votos en blanco                                            | 0            | 0.00         | –3.54        |         |         |
| Votos nulos | Votos nulos                                                | 0            | 0.00         | –7.37        |         |         |
| Votos emitidos | Votos emitidos                                             | 173,706      | n/d          | n/a          |         |         |
| Abstenciones | Abstenciones                                               | n/d          | n/d          | n/a          |         |         |
| Votantes registrados | Votantes registrados                                       | n/d          |              |              |         |         |
| |                                                            |              |              |              |         |         |
| Fuente: |                                                            |              |              |              |         |         |
| Notas al pie: 1 Comparado con los resultados del Partido Popular Cristiano (dentro de la coalición Convergencia Democrática ) y Acción Popular en las elecciones de 1985. 2 Comparado con los resultados de Izquierda Nacionalista (IN) en las elecciones de 1985. |                                                            |              |              |              |         |         |
| Notas al pie: |                                                            |              |              |              |         |         |
| 1 Comparado con los resultados del Partido Popular Cristiano (dentro de la coalición Convergencia Democrática) y Acción Popular en las elecciones de 1985. 2 Comparado con los resultados de Izquierda Nacionalista (IN) en las elecciones de 1985.                |                                                            |              |              |              |         |         |

### Elecciones parlamentarias de 1985
| Partidos y coaliciones | Partidos y coaliciones                                   | Voto popular | Voto popular | Voto popular | Escaños | Escaños |
| Partidos y coaliciones | Partidos y coaliciones                                   | Votos        | %            | ±pp          | Total   | +/−     |
| --- | -------------------------------------------------------- | ------------ | ------------ | ------------ | ------- | ------- |
| | Partido Aprista Peruano (APRA)                           | 104,215      | 37.85        | +23.53       | 4       | +2      |
| | Izquierda Unida1 (UNIR–UDP–PRT–UI–FOCEP–APS)             | 95,589       | 34.72        | +14.04       | 4       | +3      |
| | Convergencia Democrática2 (PPC–MBH)                      | 21,327       | 7.75         | +2.71        | 1       | +1      |
| | Acción Popular (AP)                                      | 20,974       | 7.62         | –41.87       | 1       | –6      |
| | Lista Independiente Lista Democrática Junín              | 6,896        | 2.51         | Nuevo        | 0       | ±0      |
| | Izquierda Nacionalista3 (IN)                             | 6,118        | 2.22         | +0.90        | 0       | ±0      |
| | Lista Independiente Movimiento de Izquierda              | 4,677        | 1.70         | Nuevo        | 0       | ±0      |
| | Lista Independiente Frente Único de Junín                | 4,644        | 1.69         | Nuevo        | 0       | ±0      |
| | Movimiento Cívico Nacional 7 de Junio (M7J)              | 3,348        | 1.22         | Nuevo        | 0       | ±0      |
| | Frente Democrático de Unidad Nacional (FUN)              | 2,506        | 0.91         | Nuevo        | 0       | ±0      |
| | Partido Mariateguista para la Liberación Nacional (PMLN) | 2,271        | 0.83         | Nuevo        | 0       | ±0      |
| | Partido de Avanzada Nacional (PAN)                       | 1,967        | 0.71         | Nuevo        | 0       | ±0      |
| | Lista Independiente Avanzada Democrática Independiente   | 812          | 0.30         | Nuevo        | 0       | ±0      |
| |                                                          |              |              |              |         |         |
| Total | Total                                                    | 275,344      |              |              | 10      | ±0      |
| |                                                          |              |              |              |         |         |
| Votos válidos | Votos válidos                                            | 275,344      | 92.09        | +17.75       |         |         |
| Votos en blanco | Votos en blanco                                          | 10,572       | 3.54         | –6.12        |         |         |
| Votos nulos | Votos nulos                                              | 13,083       | 7.37         | –11.63       |         |         |
| Votos emitidos | Votos emitidos                                           | 298,999      | 70.67        | n/a          |         |         |
| Abstenciones | Abstenciones                                             | 124,099      | 29.33        | n/a          |         |         |
| Votantes registrados | Votantes registrados                                     | 423,098      |              |              |         |         |
| |                                                          |              |              |              |         |         |
| Fuente: |                                                          |              |              |              |         |         |
| Notas al pie: 1 Comparado con los resultados de los partidos Unión de Izquierda Revolucionaria (PCP-PR–PCR–VR–FLN), Unidad Democrático Popular (UDP), Partido Revolucionario de los Trabajadores (PRT), Unidad de Izquierda (UI), el Frente Obrero Campesino Estudiantil y Popular (FOCEP) y Acción Política Socialista (APS) en las elecciones de 1980. 2 Comparado con los resultados del Partido Popular Cristiano (PPC) en las elecciones de 1980. 3 Comparado con los resultados del Frente Nacional de Trabajadores y Campesinos (Frenatraca) en las elecciones de 1980. |                                                          |              |              |              |         |         |
| Notas al pie: |                                                          |              |              |              |         |         |
| 1 Comparado con los resultados de los partidos Unión de Izquierda Revolucionaria (PCP-PR–PCR–VR–FLN), Unidad Democrático Popular (UDP), Partido Revolucionario de los Trabajadores (PRT), Unidad de Izquierda (UI), el Frente Obrero Campesino Estudiantil y Popular (FOCEP) y Acción Política Socialista (APS) en las elecciones de 1980. 2 Comparado con los resultados del Partido Popular Cristiano (PPC) en las elecciones de 1980. 3 Comparado con los resultados del Frente Nacional de Trabajadores y Campesinos (Frenatraca) en las elecciones de 1980.               |                                                          |              |              |              |         |         |

### Elecciones parlamentarias de 1980
| Partidos y coaliciones | Partidos y coaliciones                                    | Voto popular | Voto popular | Voto popular | Escaños | Escaños |
| Partidos y coaliciones | Partidos y coaliciones                                    | Votos        | %            | ±pp          | Total   | +/−     |
| ---------------------- | --------------------------------------------------------- | ------------ | ------------ | ------------ | ------- | ------- |
|                        | Acción Popular (AP)                                       | 97,664       | 49.49        | n/a          | 7       | n/a     |
|                        | Partido Aprista Peruano (APRA)                            | 28,263       | 14.32        | n/a          | 2       | n/a     |
|                        | Unidad de Izquierda (UI)                                  | 13,443       | 6.81         | n/a          | 1       | n/a     |
|                        | Unión Nacional Odriísta (UNO)                             | 12,413       | 6.29         | n/a          | 0       | n/a     |
|                        | Partido Popular Cristiano (PPC)                           | 9,943        | 5.04         | n/a          | 0       | n/a     |
|                        | Frente Obrero Campesino Estudiantil y Popular (FOCEP)     | 9,636        | 4.88         | n/a          | 0       | n/a     |
|                        | Unión de Izquierda Revolucionaria (PCP-PR–PCR–VR–FLN)     | 7,891        | 4.00         | n/a          | 0       | n/a     |
|                        | Partido Revolucionario de los Trabajadores (PRT)          | 5,120        | 2.59         | n/a          | 0       | n/a     |
|                        | Unidad Democrático Popular (UDP)                          | 3,649        | 1.85         | n/a          | 0       | n/a     |
|                        | Movimiento Popular de Acción e Integración Social (MPAIS) | 3,524        | 1.79         | n/a          | 0       | n/a     |
|                        | Frente Nacional de Trabajadores y Campesinos (Frenatraca) | 2,604        | 1.32         | n/a          | 0       | n/a     |
|                        | Acción Política Socialista (APS)                          | 1,083        | 0.55         | n/a          | 0       | n/a     |
|                        | Organización Política de la Revolución Peruana (OPRP)     | 908          | 0.46         | n/a          | 0       | n/a     |
|                        | Movimiento Democrático Peruano (MDP)                      | 861          | 0.44         | n/a          | 0       | n/a     |
|                        | Partido Socialista del Perú (PSP)                         | 349          | 0.18         | n/a          | 0       | n/a     |
|                        |                                                           |              |              |              |         |         |
| Total                  | Total                                                     | 197,351      |              |              | 10      | n/a     |
|                        |                                                           |              |              |              |         |         |
| Votos válidos          | Votos válidos                                             | 197,351      | 74.34        | n/a          |         |         |
| Votos en blanco        | Votos en blanco                                           | 25,657       | 9.66         | n/a          |         |         |
| Votos nulos            | Votos nulos                                               | 42,479       | 16.00        | n/a          |         |         |
| Votos emitidos         | Votos emitidos                                            | 265,487      | n/d          | n/a          |         |         |
| Abstenciones           | Abstenciones                                              | n/d          | n/d          | n/a          |         |         |
| Votantes registrados   | Votantes registrados                                      | n/d          |              |              |         |         |
|                        |                                                           |              |              |              |         |         |
| Fuente:                |                                                           |              |              |              |         |         |